# Liste von Persönlichkeiten der Stadt Edmonton
Diese Liste zählt Personen auf, die in der kanadischen Stadt Edmonton geboren wurden oder für das öffentliche bzw. kulturelle Leben der Stadt eine besondere Bedeutung besitzen.

## Söhne und Töchter der Stadt Edmonton
Folgende Persönlichkeiten sind in Edmonton geboren. Die Auflistung erfolgt chronologisch nach Geburtsjahr.

### 1901–1930
- Red Pollard (1909–1981), Jockey

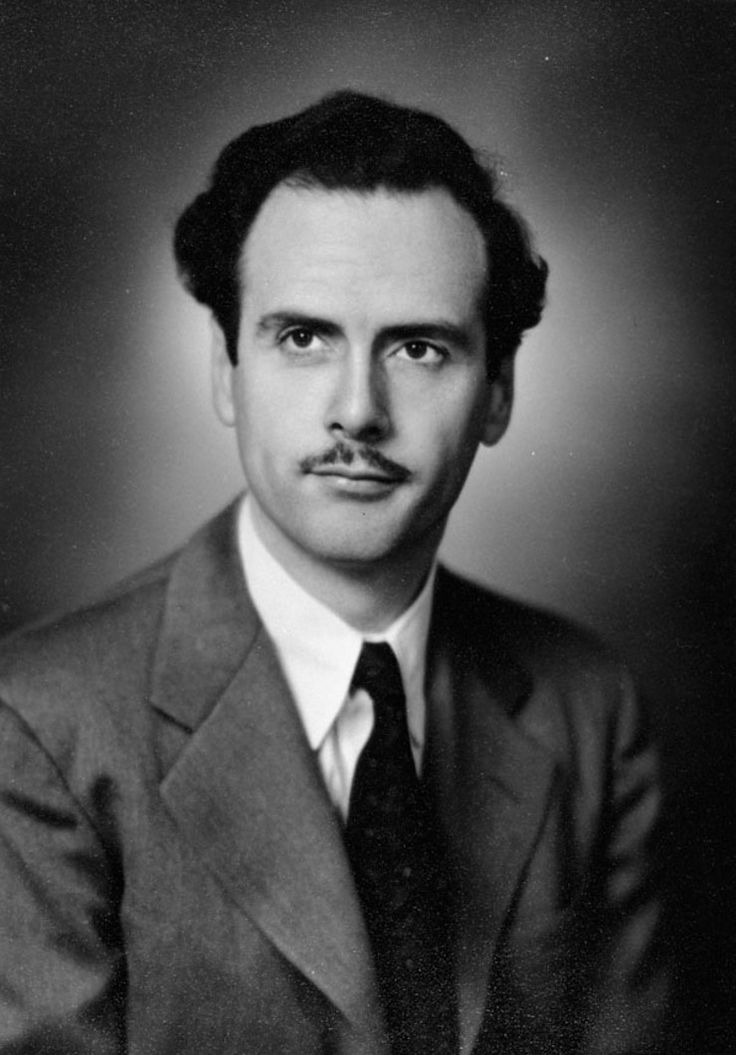
Marshall McLuhan
(1911–1980)

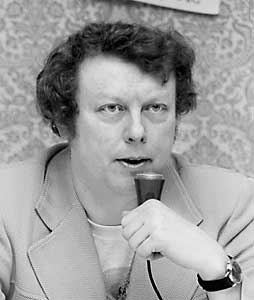
Gordon R. Dickson
(1923–2001)

- Marshall McLuhan (1911–1980), Literaturwissenschaftler
- Reginald Richardson (1912–1997), kanadisch-US-amerikanischer Physiker
- Neil Colville (1914–1987), Eishockeyspieler und -trainer
- Mac Colville (1916–2003), Eishockeyspieler und -trainer
- Charles Stelck (1917–2016), Geologe, Paläontologe und Hochschullehrer
- Eleanor Collins (1919–2024), Jazzsängerin
- Marcel Lambert (1919–2000), Rechtsanwalt und Politiker
- Edward Scott (1919–2004), anglikanischer Primas
- Avrahm Galper (1921–2004), Klarinettist und Musikpädagoge
- Ken McAuley (1921–1992), Eishockeyspieler und -trainer
- Maxwell William Ward (1921–2020), Flugpionier, Unternehmer und Gründer der Fluggesellschaft Wardair Canada
- Kim Malthe-Bruun (1923–1945), Leichtmatrose, im dänischen Widerstand gegen den Nationalsozialismus
- Gordon R. Dickson (1923–2001), Science-Fiction- und Fantasy-Autor
- Arthur Hiller (1923–2016), Filmregisseur
- Ralph Hansch (1924–2008), Eishockeytorwart
- Bob Meyers (1924–2014), Eishockeyspieler
- Don Gauf (1927–2014), Eishockeyspieler
- Edward Shaske (1927–2021), Sportschütze
- John Davies (1928–2009), Eishockeyspieler
- Dianne Foster (1928–2019), Schauspielerin
- Judd Buchanan (* 1929), Unternehmer, Versicherungsvertreter und Politiker
- Allan S. Hay (1929–2017), Chemiker und Hochschullehrer
- Eric Paterson (1929–2014), Eishockeytorwart
- Betty-Jean Hagen (1930–2016), Geigerin und Musikpädagogin

### 1931–1950

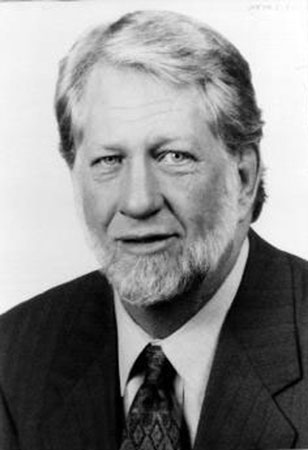
Bernard Ebbers
(1941–2020)

- Doreen Ryan (* 1931), Eisschnellläuferin
- Adelbert St. John (1931–2009), Eishockeyspieler
- Gunnar C. Boehnert (1932–2021), Historiker
- Johnny Bucyk (* 1935), Eishockeyspieler
- Ronald McKinnon (1935–2014), Wirtschaftswissenschaftler
- Craig Fisher (1936–2018), Autorennfahrer
- Ken Chaney (1938–2012), Jazzpianist und Musikpädagoge
- Tommy Chong (* 1938), Schauspieler und Musiker
- Harley Brown (* 1939), Porträtmaler und Illustrator
- Harvie Andre (1940–2012), Chemieingenieur, Hochschullehrer und Politiker
- Bernard Ebbers (1941–2020), Manager und Krimineller
- Bruce MacGregor (* 1941), Eishockeyspieler und -funktionär
- Ron Johnston (1942–2024), Jazzmusiker
- Preston Manning (* 1942), Politiker
- Kenneth Welsh (1942–2022), Schauspieler
- Michael Harcourt (* 1943), Politiker
- Barry Allen (1945–2020), Rockmusiker
- Barry Beyerstein (1947–2007), Psychologe
- Garry Unger (* 1947), Eishockeyspieler
- Richard Labonté (1949–2022), Autor, Journalist und Buchhändler
- Victor Ostrovsky (* 1949), Agent
- Ariel Pakes (* 1949), israelisch-US-amerikanischer Wirtschaftswissenschaftler
- Kevin Sirois (1949–1972), Eisschnellläufer und Radrennfahrer
- Dennis Fentie (1950–2019), Politiker

### 1951–1960
- Ken Hitchcock (* 1951), Eishockeytrainer
- Dave Kryskow (* 1951), Eishockeyspieler
- Candas Jane Dorsey (* 1952), Autorin

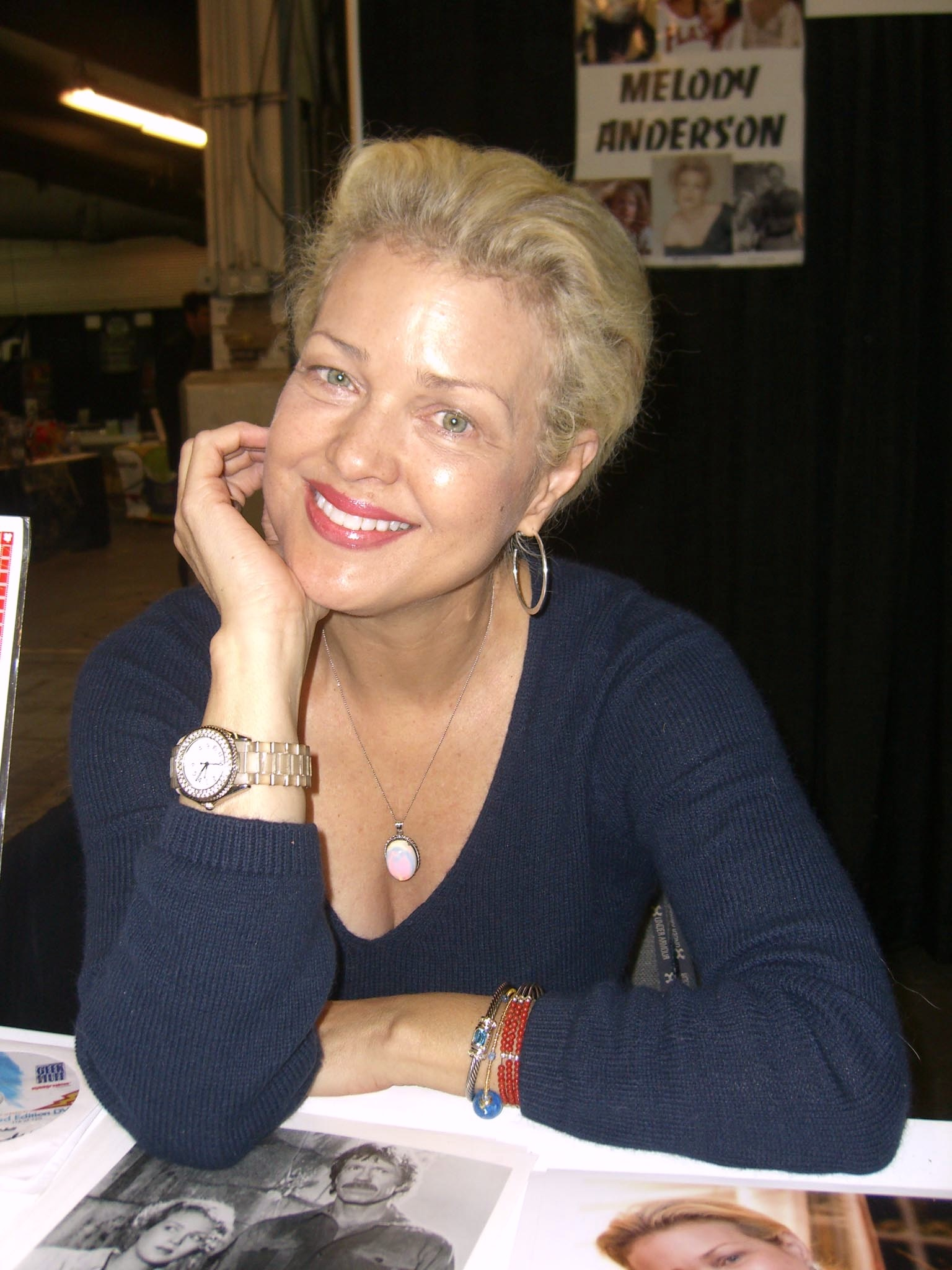
Melody Anderson
(* 1955)

- Jack McIlhargey (1952–2020), Eishockeyspieler, -trainer und -scout
- Rosemary Dunsmore (* 1953), Film- und Theater-Schauspielerin, Regisseurin und Schauspiellehrerin
- Wendy Orr (* 1953), Autorin
- Dave Inkpen (* 1954), deutsch-kanadischer Eishockeyspieler
- Melody Anderson (* 1955), Schauspielerin
- Al Cameron (* 1955), Eishockeyspieler
- Lawrence Lemieux (* 1955), Segler
- Richard Mulhern (* 1955), Eishockeyspieler
- Melissa Franklin (* 1956), Teilchenphysikerin
- Randy Gregg (* 1956), Eishockeyspieler
- Dave Hoyda (1957–2015), Eishockeyspieler
- Esther Miller (* 1957), Skilangläuferin
- Pete Peeters (* 1957), Eishockeyspieler
- Wayne Babych (* 1958), Eishockeyspieler
- Randy Hahn (* 1958), Sportkommentator
- Graham Smith (* 1958), Schwimmer
- Gary Basaraba (* 1959), Schauspieler
- Pat Conacher (* 1959), Eishockeyspieler, -trainer und -funktionär
- Cheryl Gibson (* 1959), Schwimmerin
- Douglas Irwin (* 1959), Eishockeyspieler
- John Paul Kelly (* 1959), Eishockeyspieler
- Catherine Mary Stewart (* 1959), Schauspielerin
- Duncan Brinsmead (* 1960), Musiker und Softwareentwickler
- Gail Greenough (* 1960), Springreiterin
- Cameron Henning (* 1960), Schwimmer
- Greg Pruden (* 1960), deutsch-kanadischer Eishockeyspieler und -trainer
- Wendy Tilby (* 1960), Animationsfilmerin

### 1961–1965
- Dave Babych (* 1961), Eishockeyspieler
- Rae Dawn Chong (* 1961), Schauspielerin

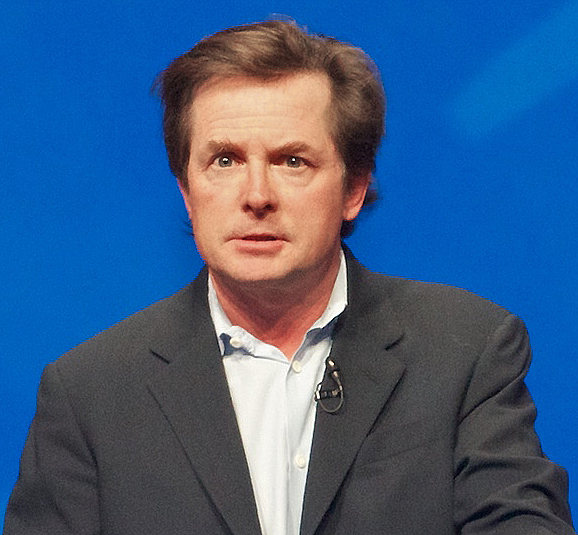
Michael J. Fox
(* 1961)

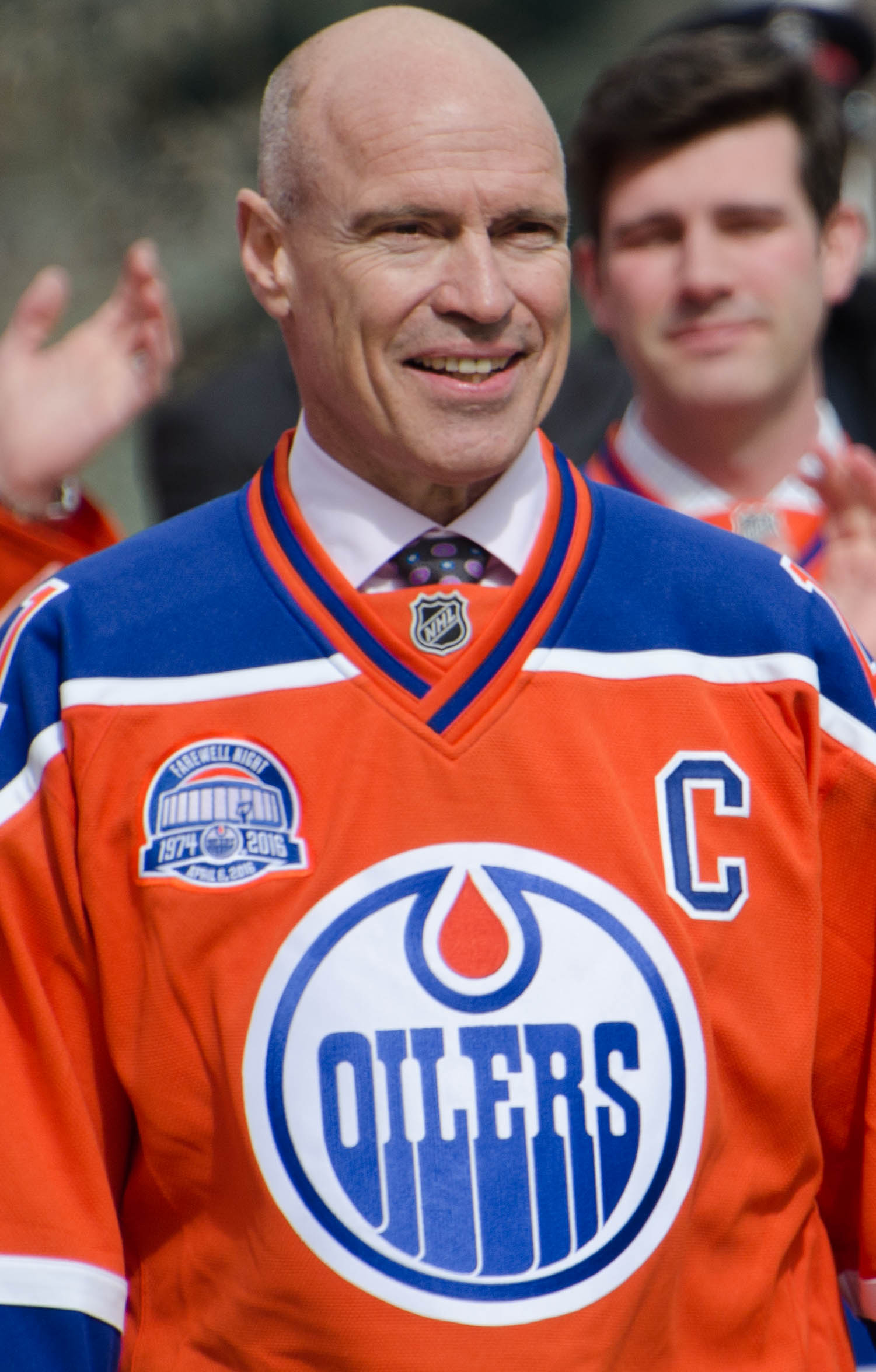
Mark Messier
(* 1961)

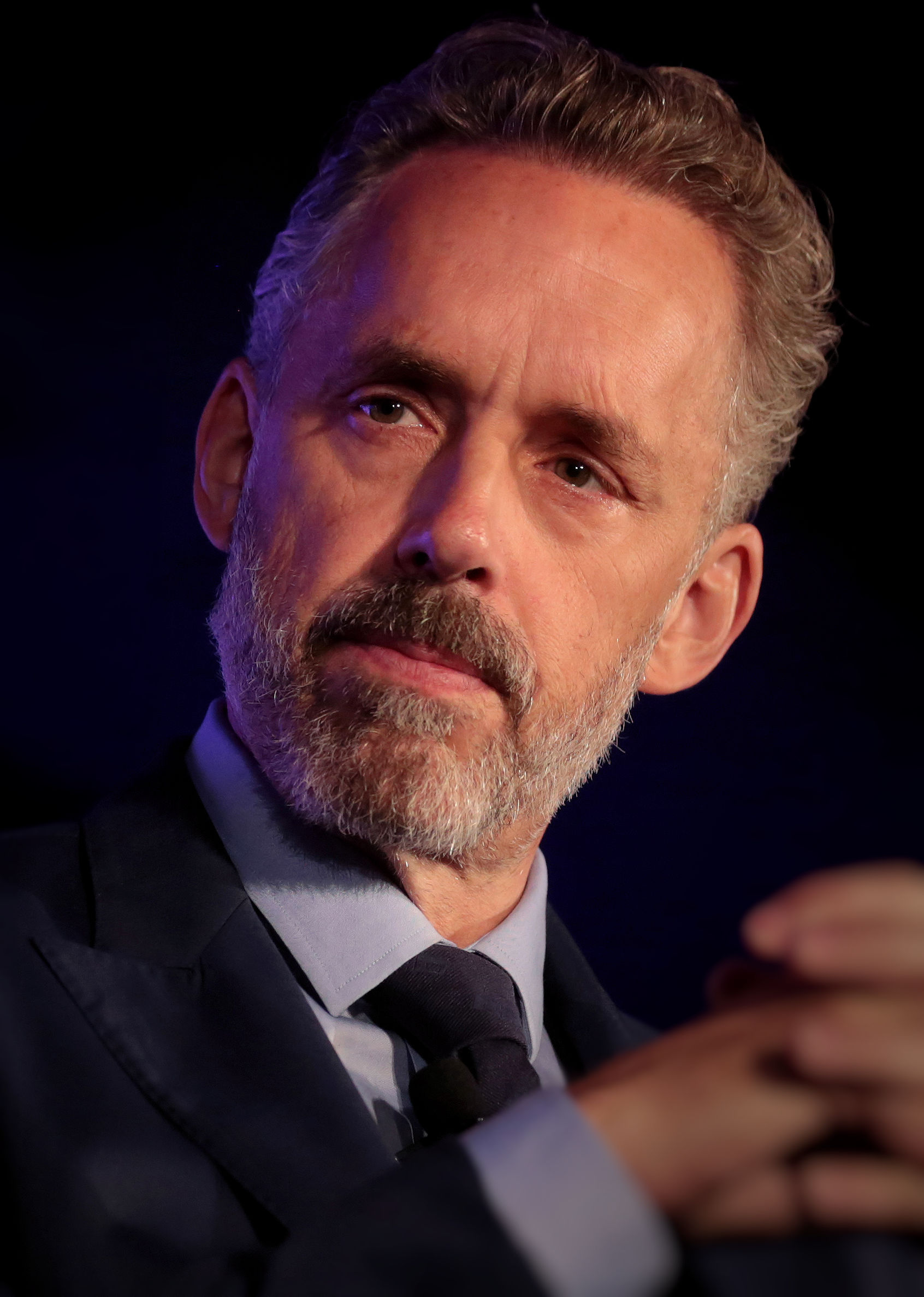
Jordan Peterson
(* 1962)

- Michael J. Fox (* 1961), Regisseur und Schauspieler
- Kelly Hrudey (* 1961), Eishockeytorwart
- k.d. lang (* 1961), Singer-Songwriterin
- Mark Messier (* 1961), Eishockeyspieler
- Robert Pandini (* 1961), Maskenbildner
- Earl Spry (* 1961), Eishockeyspieler
- Gary Yaremchuk (* 1961), Eishockeyspieler
- Randy Bucyk (* 1962), Eishockeyspieler
- Robby Geale (* 1962), Eishockeyspieler
- Jordan Peterson (* 1962), Psychologe
- Caroline Adderson (* 1963), Schriftstellerin
- Colin Chisholm (* 1963), Eishockeyspieler
- Don Davies (* 1963), Politiker
- Alex Ongaro (* 1963), Radrennfahrer
- Anna Maria Kaufmann (* 1964), kanadisch-deutsche Opern- und Musicalsängerin
- Attila Richard Lukacs (* 1962), Maler
- Wally Schreiber (* 1962), Eishockeyspieler
- Jim Benning (* 1963), Eishockeyspieler und -funktionär
- Greg Thomson (* 1963), deutsch-kanadischer Eishockeyspieler
- Perry Berezan (* 1964), Eishockeyspieler
- Gord Mark (* 1964), Eishockeyspieler
- Melissa Walker (* 1964), Jazzsängerin
- Ken Yaremchuk (* 1964), Eishockeyspieler
- Marty Chan (* 1965), Schriftsteller
- Ron Chyzowski (* 1965), Eishockeyspieler
- Paula Devicq (* 1965), Schauspielerin
- Jane Isakson (* 1965), Biathletin
- John Kordic (1965–1992), Eishockeyspieler
- Michael Rascher (* 1965), Ruderer
- Jim Thomson (* 1965), Eishockeyspieler

### 1966–1970
- Brian Benning (* 1966), Eishockeyspieler
- Nancy Ruth (* 1966), Jazzsängerin
- John Stetch (* 1966), Jazz-Pianist
- Alison Sydor (* 1966), Radsportlerin

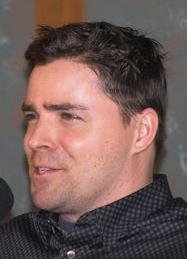
Kavan Smith
(* 1970)

- Jeff Finley (* 1967), Eishockeyspieler, -trainer und -scout
- Jon Hansen (* 1967), römisch-katholischer Bischof von Mackenzie-Fort Smith
- Greg Parks (1967–2015), Eishockeyspieler, -trainer und -funktionär
- Shauna Rolston (* 1967), Cellistin
- Gary Shuchuk (* 1967), Eishockeyspieler
- Daniel Theaker (* 1967), Komponist
- Garry Valk (* 1967), Eishockeyspieler
- Sharon Bajer (* 1968), Schauspielerin
- Heather Fuhr (* 1968), Triathletin
- Greg Hawgood (* 1968), Eishockeytrainer
- Jill Hennessy (* 1968), Schauspielerin
- Dean Kolstad (* 1968), Eishockeyspieler
- Zarley Zalapski (1968–2017), schweizerisch-kanadischer Eishockeyspieler
- Tani Zeidler (* 1968), Springreiterin
- Ewan Beaton (* 1969), Judoka[1]
- Patrik Jensen (* 1969), schwedischer Gitarrist
- Ray Muzyka (* 1969), Investor, Unternehmer und Arzt
- Jackson Penney (* 1969), Eishockeyspieler
- Geoff Smith (* 1969), Eishockeyspieler
- Ken Sutton (* 1969), Eishockeyspieler
- Ed Ward (* 1969), Eishockeyspieler
- Greg Zeschuk (* 1969), Spieleentwickler, Unternehmer und Arzt
- Keltie Duggan (* 1970), Schwimmerin
- Jason Dunham (* 1970), Eishockeyspieler
- Pierre Lueders (* 1970), Bobfahrer
- Cari Read (* 1970), Synchronschwimmerin
- Lisa Ryder (* 1970), Schauspielerin
- Kavan Smith (* 1970), Schauspieler
- Chandra West (* 1970), Schauspielerin

### 1971–1975
- Dave Chyzowski (* 1971), Eishockeyspieler
- Nathan Fillion (* 1971), Schauspieler

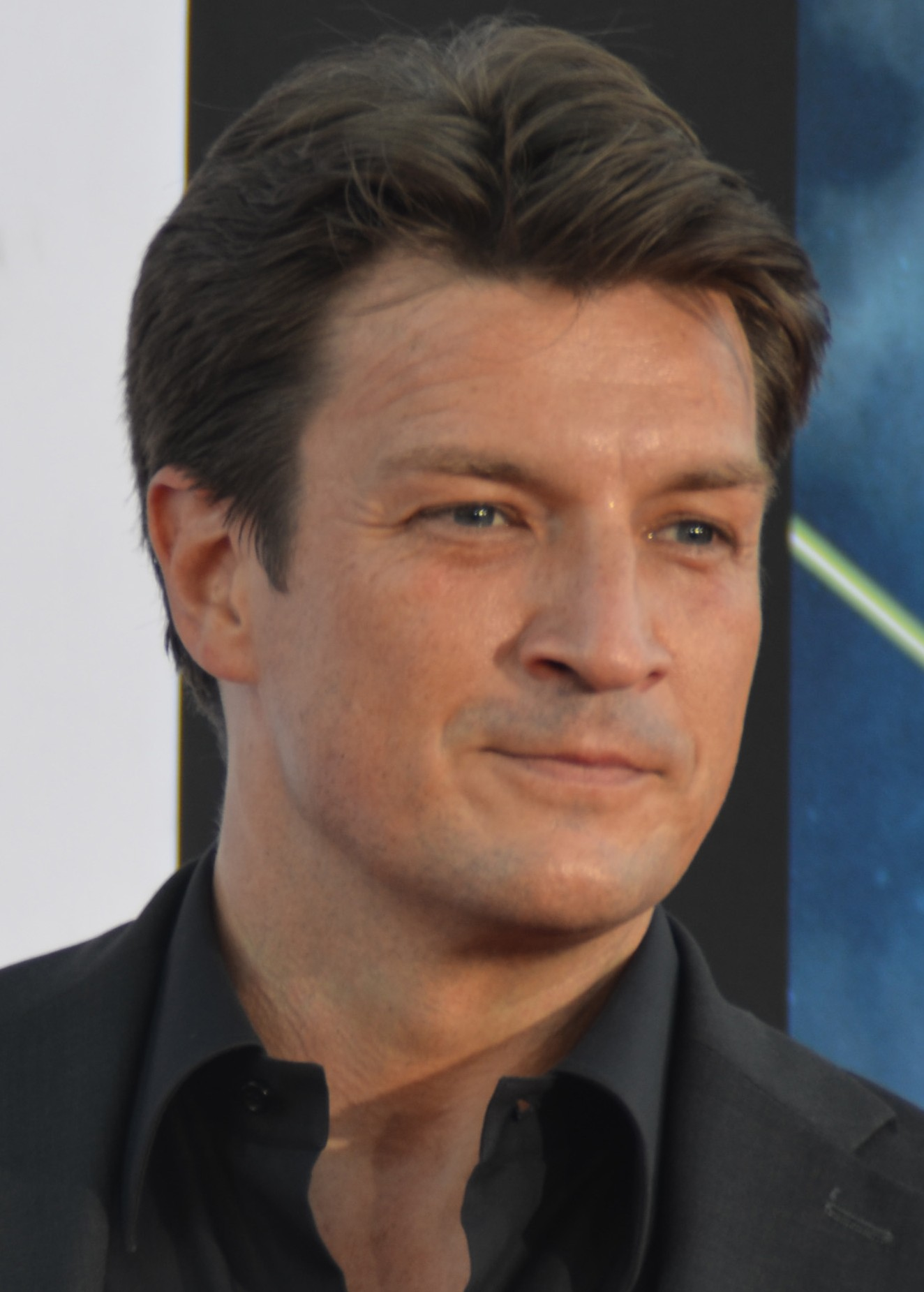
Nathan Fillion
(* 1971)

- David Gaider (* 1971), Computerspieldesigner und Buchautor
- Drew Karpyshyn (* 1971), Autor
- Kent Manderville (* 1971), Eishockeyspieler
- Jamie McLennan (* 1971), Eishockeyspieler
- Jason Miller (* 1971), Eishockeyspieler
- Andy Schneider (* 1972), Eishockeyspieler
- Darryl Sydor (* 1972), Eishockeyspieler und -trainer
- Joel Dacks (* 1973), Biochemiker
- Stanley Hayer (* 1973), Alpin- und Freestyle-Skiläufer
- Richard Matvichuk (* 1973), Eishockeyspieler
- Scott Niedermayer (* 1973), Eishockeyspieler
- Shane Peacock (* 1973), Eishockeyspieler
- Kevin Quintilio (* 1973), Biathlet
- Rob Tallas (* 1973), Eishockeytorwart
- Darcy Werenka (* 1973), Eishockeyspieler
- Rick Girard (* 1974), Eishockeyspieler
- Brantt Myhres (* 1974), Eishockeyspieler
- Scott Nichol (* 1974), Eishockeyspieler
- Michelle Beaudoin (* 1975), Schauspielerin
- Terry Chen (* 1975), Film- und Fernsehschauspieler
- Ben Cotton (* 1975), Schauspieler
- Vivian Fung (* 1975), Komponistin
- David Gantar (* 1975), Fußballschiedsrichter
- Tyson Nash (* 1975), Eishockeyspieler und Sportkommentator
- Joseph Sanders Pearson (* 1975), Essayist, Kulturhistoriker und Journalist
- Liz Smith (* 1975), Fußballspielerin
- Jason Strudwick (* 1975), Eishockeyspieler

### 1976–1980

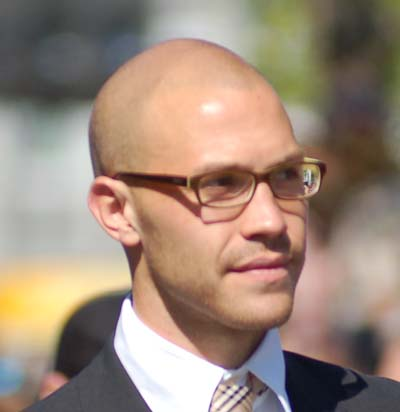
Lars Hirschfeld
(* 1978)

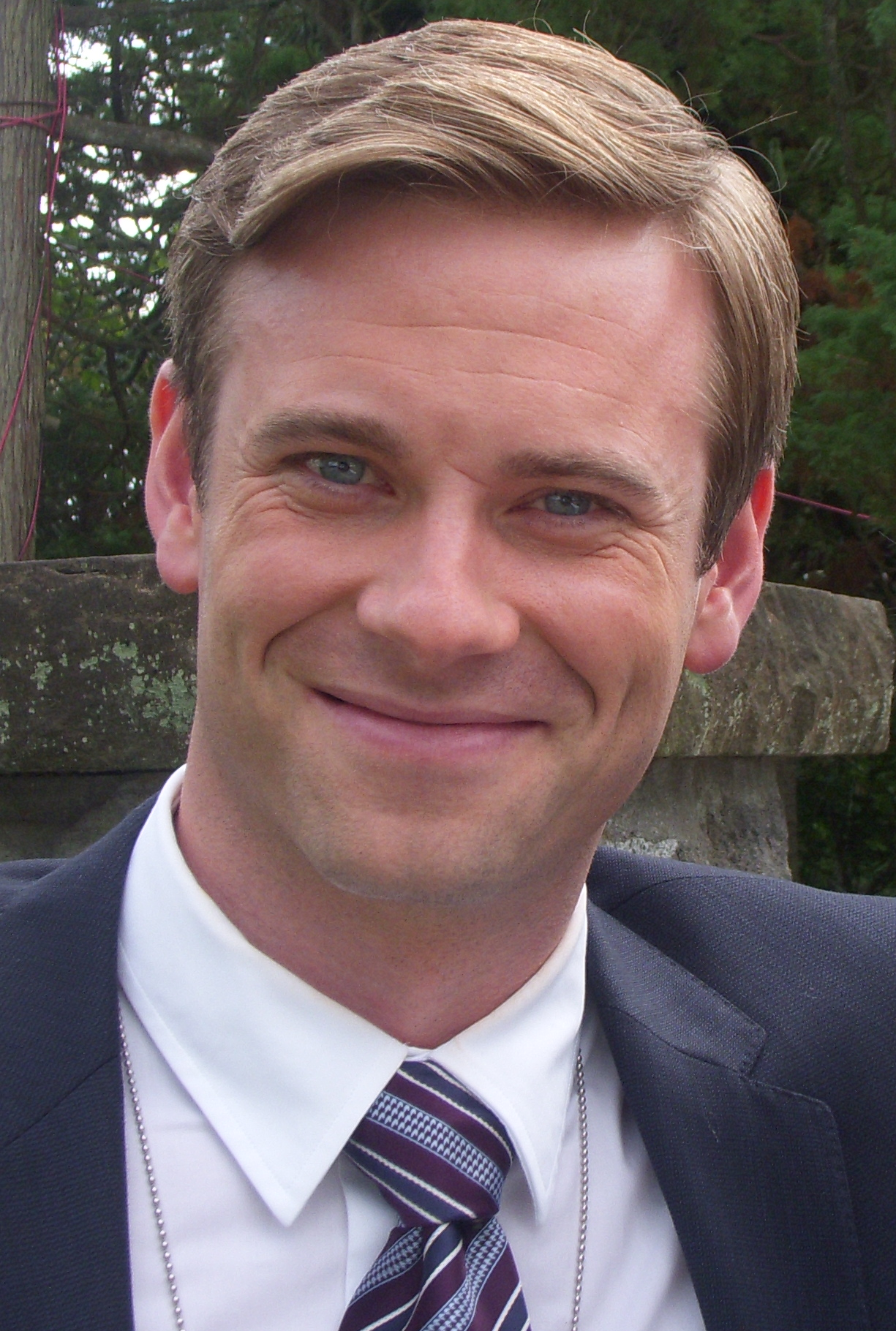
Eric Johnson
(* 1979)

- Jason Botterill (* 1976), Eishockeyspieler und -funktionär
- Chris Dingman (* 1976), Eishockeyspieler
- Hnat Domenichelli (* 1976), Eishockeyspieler
- Jaime Fortier (* 1976), Skilangläuferin
- Daymond Langkow (* 1976), Eishockeyspieler
- Fernando Pisani (* 1976), Eishockeyspieler
- Steven Reinprecht (* 1976), Eishockeyspieler
- Mark Versfeld (* 1976), Schwimmer
- Viktor Berg (* 1977), Squashspieler
- Robin Clegg (* 1977), Biathlet
- Jarome Iginla (* 1977), Eishockeyspieler
- Brad Isbister (* 1977), Eishockeyspieler und -trainer
- Kelly Oxford (* 1977), Autorin und Bloggerin
- Mark Smith (* 1977), Eishockeyspieler
- Shane Willis (* 1977), Eishockeyspieler
- Amanda Fortier (* 1978), Skilangläuferin
- Lars Hirschfeld (* 1978), Fußballspieler
- Bobby Milroy (* 1978), Badmintonspieler
- Derek Morris (* 1978), Eishockeyspieler
- Quinn Slobodian (* 1978), Historiker
- David Bissett (* 1979), Bobfahrer
- Jason Chimera (* 1979), Eishockeyspieler
- Andrew Ference (* 1979), Eishockeyspieler
- Eric Johnson (* 1979), Schauspieler
- Crispin Lipscomb (* 1979), Snowboarder
- Blair Betts (* 1980), Eishockeyspieler
- Mike Comrie (* 1980), Eishockeyspieler
- Vernon Fiddler (* 1980), Eishockeyspieler
- Miranda Frigon (* 1980), Schauspielerin, Sängerin und Songschreiberin
- Niall Matter (* 1980), Schauspieler
- William Milroy (* 1980), Badmintonspieler
- Matt Pettinger (* 1980), Eishockeyspieler
- Kyle Rossiter (* 1980), Eishockeyspieler
- Bradley Tutschek (* 1980), deutsch-kanadischer Eishockeyspieler

### 1981–1985
- Tyler Beechey (* 1981), Eishockeyspieler
- Kevin Gardner (* 1981), Eishockeyspieler
- Crystle Lightning (* 1981), Schauspielerin
- Jamie Lundmark (* 1981), Eishockeyspieler

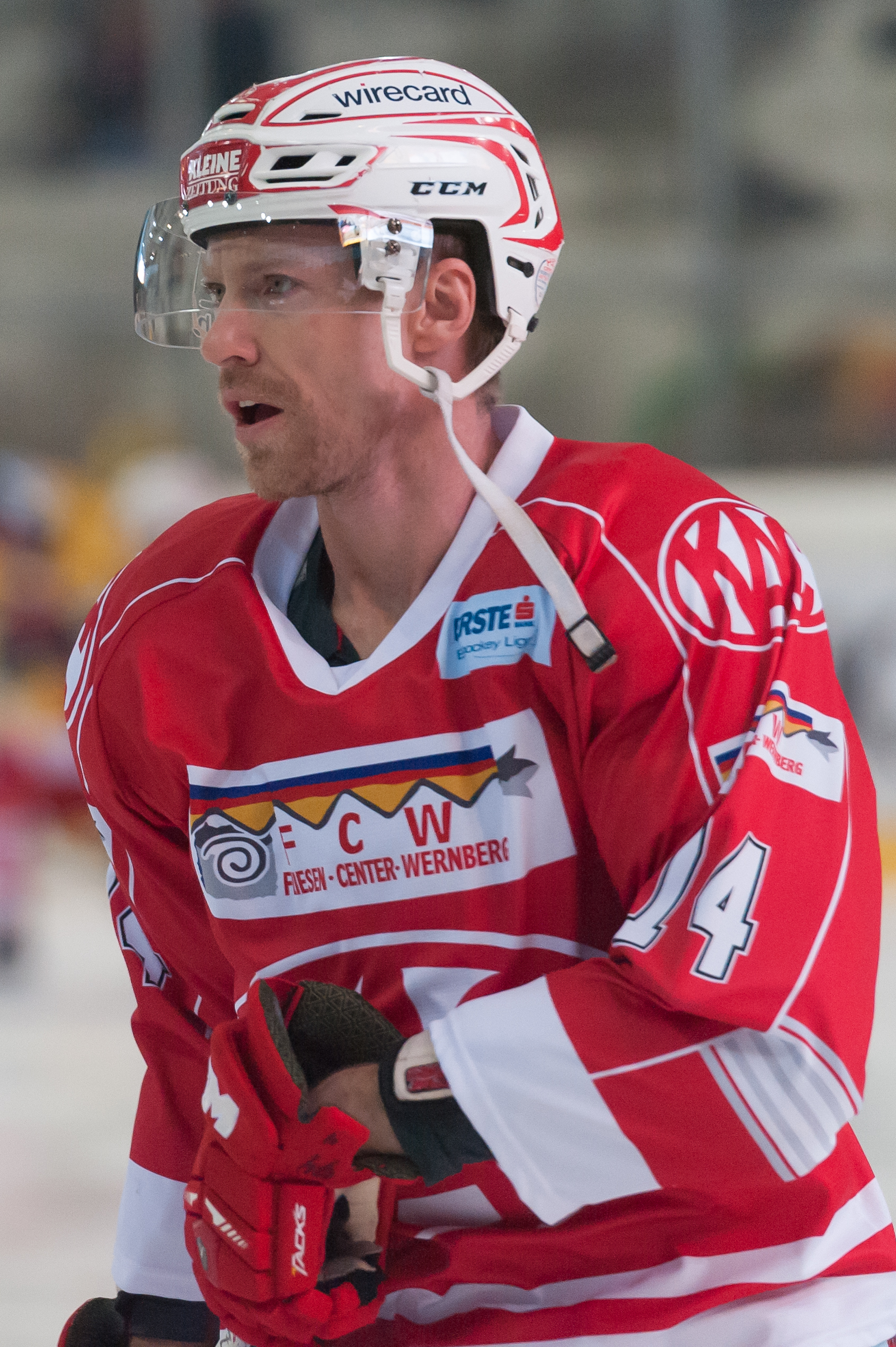
Jamie Lundmark
(* 1981)

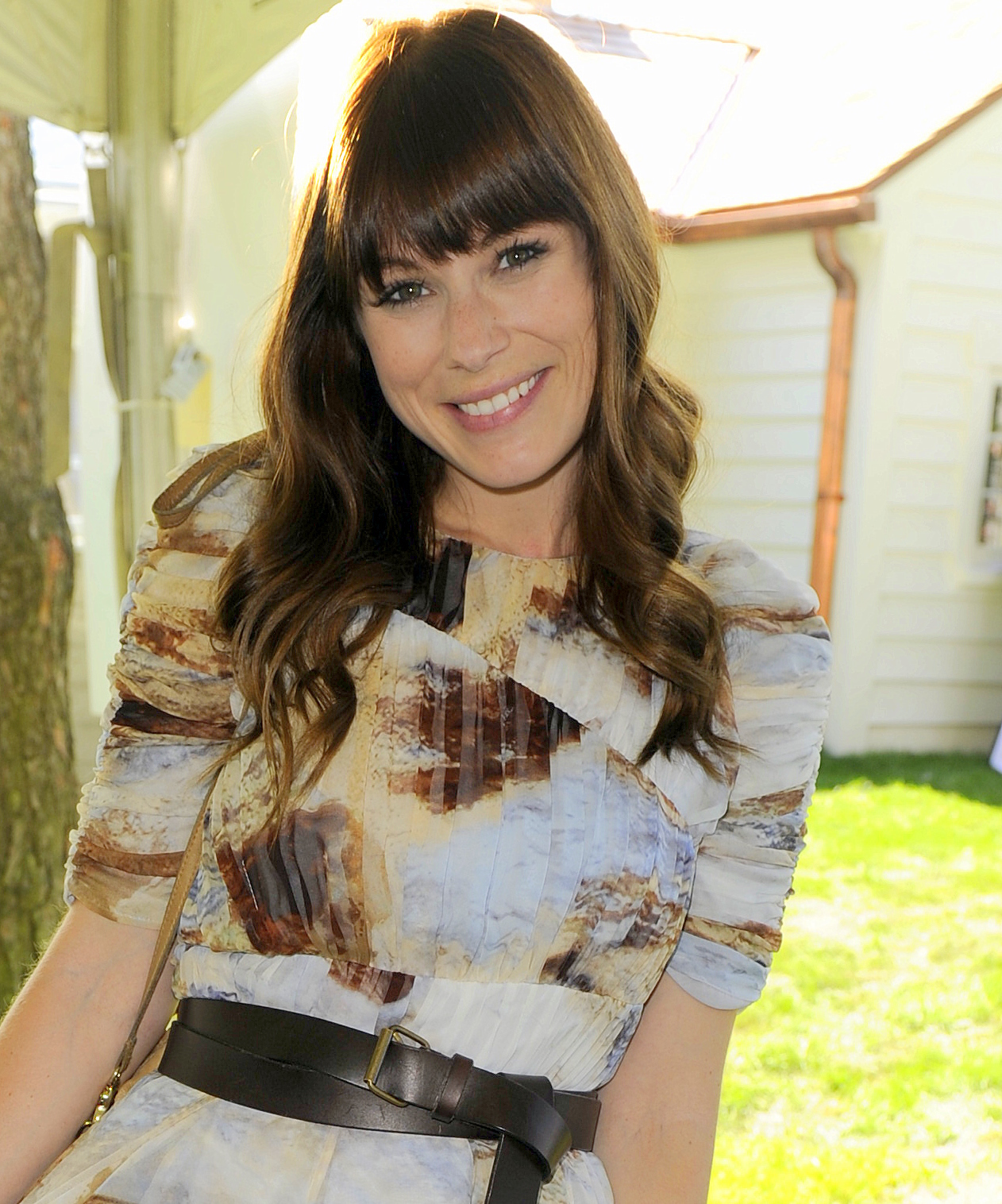
Meghan Heffern
(* 1983)

- Vivek Shraya (* 1981), multidisziplinäre Künstlerin
- Ross Lupaschuk (* 1981), Eishockeyspieler
- J. P. Bekasiak (* 1982), Footballspieler
- Deryk Engelland (* 1982), Eishockeyspieler
- Blythe Hartley (* 1982), Wasserspringerin
- Chad Krowchuk (* 1982), Schauspieler, Filmschaffender und Synchronsprecher ukrainischer Herkunft
- Michal Reid (* 1982), kanadisch-polnischer Squashspieler
- John Scott (* 1982), Eishockeyspieler
- Nathan Smith (* 1982), Eishockeyspieler
- Brian Sutherby (* 1982), Eishockeyspieler
- Sasha Andrews (* 1983), Fußballspielerin
- Jay Bouwmeester (* 1983), Eishockeyspieler
- Jermaine Bucknor (* 1983), Basketballspieler
- Erik Christensen (* 1983), Eishockeyspieler
- Daniel Fernandes (* 1983), Fußballspieler
- Meghan Heffern (* 1983), Schauspielerin
- Matt Keith (* 1983), Eishockeyspieler
- Duncan Milroy (* 1983), Eishockeyspieler
- Rory Rawlyk (* 1983), Eishockeyspieler
- Rob Sirianni (* 1983), Eishockeyspieler
- Johnny Boychuk (* 1984), Eishockeyspieler
- Jennifer Ciochetti (* 1984), Bobfahrerin
- Kaj Johnson (* 1984), Naturbahnrodler
- Alex Leavitt (* 1984), Eishockeyspieler
- Jason Lundmark (* 1984), Eishockeyspieler
- Eric Sehn (* 1984), Wasserspringer
- Dylan Stanley (* 1984), Eishockeyspieler
- Brad Staubitz (* 1984), Eishockeyspieler
- Shawn Belle (* 1985), Eishockeyspieler
- Jamie Gregg (* 1985), Eisschnellläufer
- Kevin Nastiuk (* 1985), Eishockeyspieler
- Dion Phaneuf (* 1985), Eishockeyspieler
- Mike Robertson (* 1985), Snowboarder

### 1986–1990
- Mark Fistric (* 1986), Eishockeyspieler

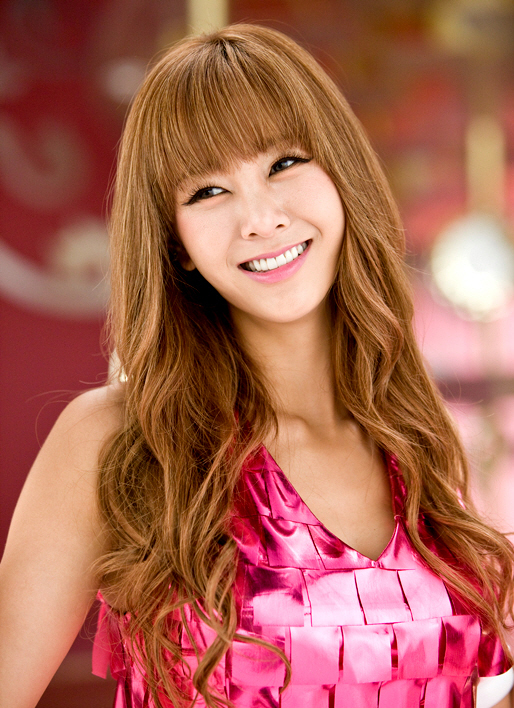
G.NA
(* 1987)

- Matt Kallio (* 1986), Basketballschiedsrichter
- Matt Kassian (* 1986), Eishockeyspieler
- Stephanie Labbé (* 1986), Fußballspielerin
- Yannick Letailleur (* 1986), Biathlet
- Mike Riddle (* 1986), Freestyle-Skier
- Tyler Spurgeon (* 1986), Eishockeyspieler
- Shannon Szabados (* 1986), Eishockeytorhüterin
- Deena Trudy (* 1986), kanadisch-US-amerikanische Schauspielerin
- Gilbert Brulé (* 1987), Eishockeyspieler
- G.NA (* 1987), kanadisch-koreanische Sängerin
- Graeme Gorham (* 1987), Skispringer
- Patricia Isaac (* 1987), Schauspielerin und Synchronsprecherin
- Bryan Little (* 1987), Eishockeyspieler
- Kael Mouillierat (* 1987), Eishockeyspieler
- Mikkel Paulson (* vermutl. 1987), Politiker (PPCA)
- Stefan Read (* 1987), Skispringer
- Tosaint Ricketts (* 1987), Fußballspieler
- David Schlemko (* 1987), Eishockeyspieler
- Tori Anderson (* 1988), Schauspielerin[2]
- Taylor Fedun (* 1988), Eishockeyspieler
- Matt Frattin (* 1988), Eishockeyspieler
- Jessica Gregg (* 1988), Shorttrackerin
- Colin Joe (* 1988), Eishockeyspieler
- Daniel Robb (* 1988), Biathlet
- Laurenne Ross (* 1988), Skirennläuferin
- Kathryn Stone (* 1988), Biathletin
- Christine de Bruin (* 1989), Bobfahrerin
- Joy Buolamwini (* 1989), ghanaisch-amerikanisch-kanadische Informatikerin und digitale Aktivistin
- Joanne Courtney (* 1989), Curlerin
- Tyler Ennis (* 1989), Eishockeyspieler
- Paula Findlay (* 1989), Triathletin
- Jared Spurgeon (* 1989), Eishockeyspieler
- Tyson Houseman (* 1990), Schauspieler
- Levko Koper (* 1990), Eishockeyspieler

### 1991–2000
- Genevieve Buechner (* 1991), Schauspielerin[3]
- Ryan Button (* 1991), Eishockeyspieler

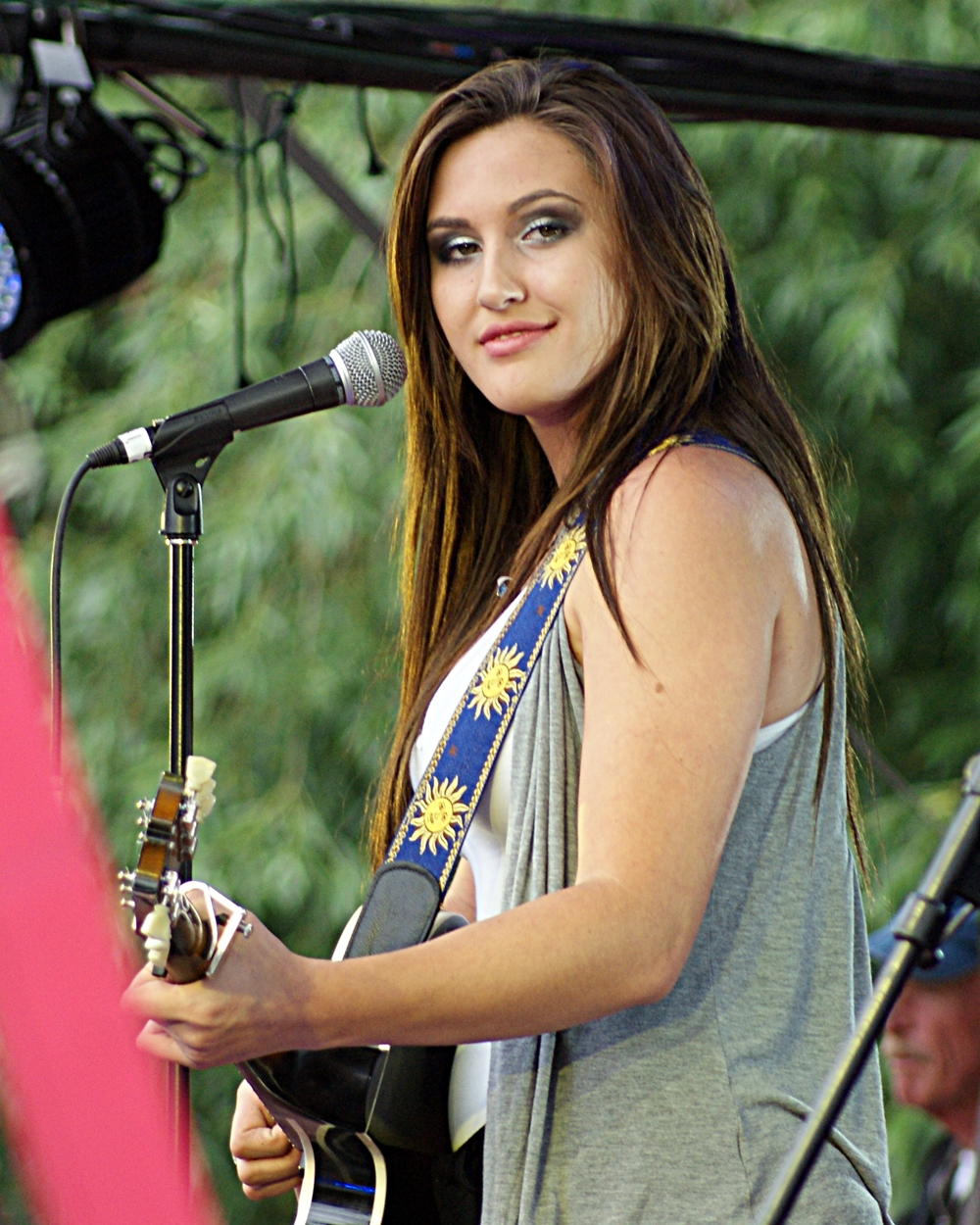
Alyssa Reid
(* 1993)

- Lucas Van Berkel (* 1991), Volleyballspieler
- Brendan Gallagher (* 1992), Eishockeyspieler
- Joe Morrow (* 1992), Eishockeyspieler
- Alex Petrovic (* 1992), Eishockeyspieler
- Mark Pysyk (* 1992), Eishockeyspieler
- Brendan Ranford (* 1992), Eishockeyspieler
- Brad Ross (* 1992), Eishockeyspieler
- Danica Wu (* 1992), Fußballspielerin
- Alyssa Reid (* 1993), Singer-Songwriterin
- Stefan Rzadzinski (* 1993), polnisch-kanadischer Rennfahrer
- Colin Smith (* 1993), Eishockeyspieler
- Matt Benning (* 1994), Eishockeyspieler
- Spencer Foo (* 1994), Eishockeyspieler
- Brett Kulak (* 1994), Eishockeyspieler
- Branden Troock (* 1994), Eishockeyspieler
- Ruth B (* 1995), Singer-Songwriterin
- Eric Comrie (* 1995), Eishockeyspieler
- Dusty Korek (* 1995), Skispringer
- Jake DeBrusk (* 1996), Eishockeyspieler
- Kendra Clarke (* 1996), Sprinterin
- Brayden Burke (* 1997), Eishockeyspieler
- Brendan Guhle (* 1997), Eishockeyspieler
- Nadia Moser (* 1997), Biathletin
- Parker Foo (* 1998), Eishockeyspieler
- Stefan Ritter (* 1998), Radsportler und Fotograf
- Stuart Skinner (* 1998), Eishockeytorwart
- Sam Steel (* 1998), Eishockeyspieler
- Grace Konrad (* 1999), Sprinterin

### 2001–2010
- Luke Prokop (* 2002), Eishockeyspieler
- Maksi Pallas (* 2003), Handballspielerin
- Mia Kupres (* 2004), Tennisspielerin

### Geburtsjahr unbekannt
- Marnie Alton (* vor 1999), Schauspielerin
- Melinda Deines, Schauspielerin

## Personen mit Beziehung zu Edmonton

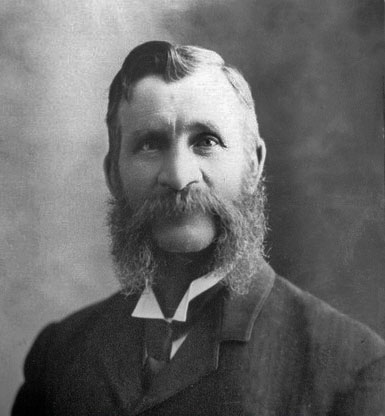
Daniel R. Fraser
(1851–1920)

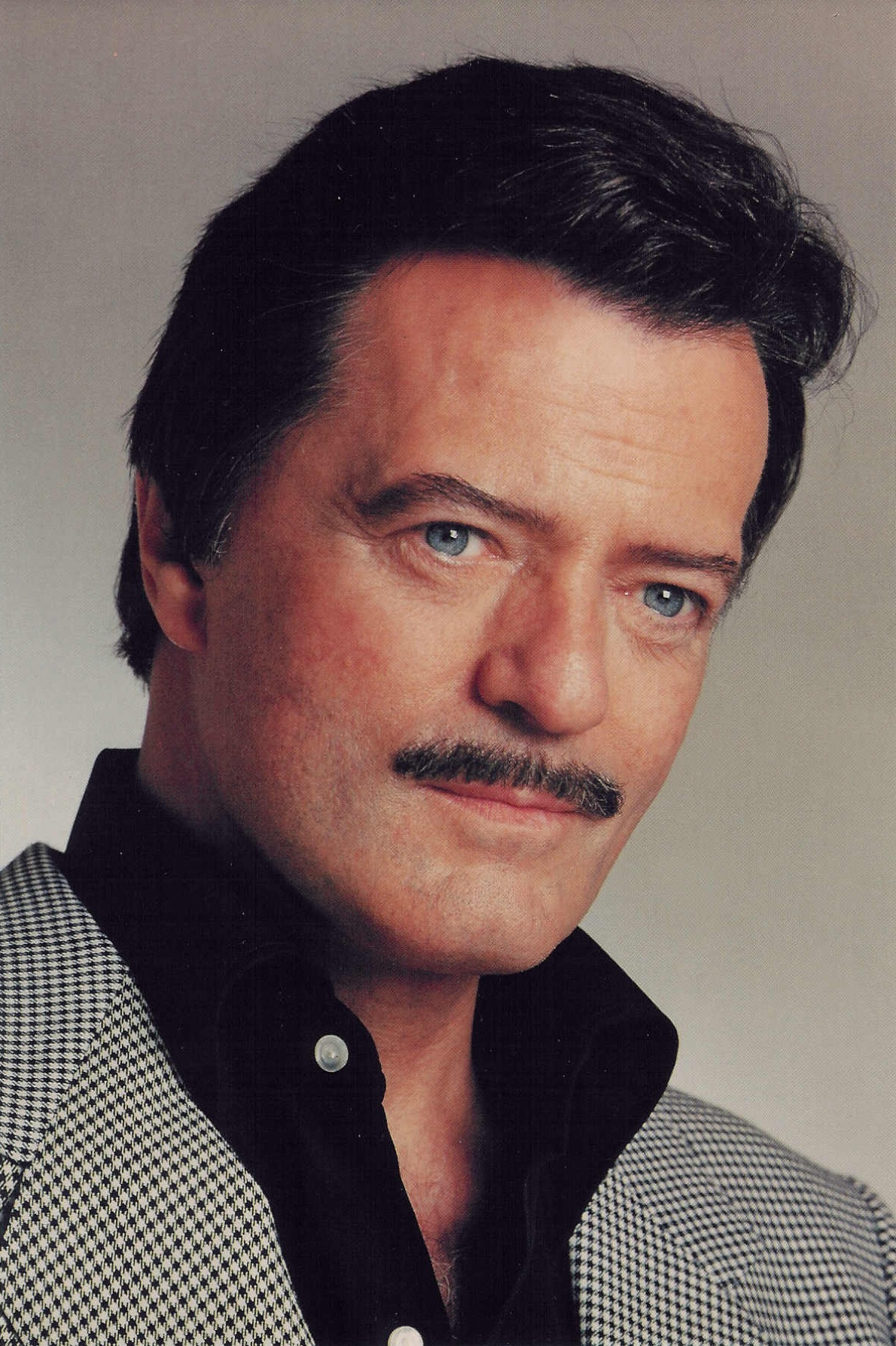
Robert Goulet
(1933–2007)

- Daniel R. Fraser (1851–1920), Politiker[4]
- Emily Murphy (1868–1933), Frauenrechtsaktivistin, Juristin und Autorin
- Nellie McClung (1873–1951), Frauenrechtlerin, Autorin, Politikerin und Sozialaktivistin
- Hugh Bancroft (1904–1988), kanadischer Organist und Komponist englischer Herkunft; Organist an der All Saints Cathedral in Edmonton
- Violet Archer (1913–2000), Komponistin; Professorin für Musiktheorie und Komposition an der University of Alberta in Edmonton
- Henry Kreisel (1922–1991), Literaturwissenschaftler, Professor, Dekan und Universitätsvizepräsident der University of Alberta und Schriftsteller
- Big Miller (1922–1992), US-amerikanischer Blues- und Jazzsänger
- Robert Goulet (1933–2007), US-amerikanischer Sänger, Schauspieler und Entertainer; wuchs in Edmonton auf
- Tommy Banks (1936–2018), Politiker und Jazzpianist
- Callum Keith Rennie (* 1960), Schauspieler; wuchs in Edmonton auf
- Ray Whitney (* 1972), Eishockeyspieler
- Ben Ondrus (* 1982), Eishockeyspieler
- Leon Draisaitl (* 1995), Eishockeyspieler
- Alphonso Davies (* 2000), kanadisch-liberianischer Fußballspieler